# Apprecatio
Die Apprecatio im Eschatokoll von Urkunden des Mittelalters und der Frühen Neuzeit ist ein abschließender Segenswunsch. Sie besteht meistens einfach aus der Wendung: In Dei nomine feliciter, Amen. (in etwa: in Gottes Namen glücklich voran, Amen.) Die Apprecatio bildet das Pendant zur Anrufung Gottes in der Invocatio der Urkunde. Sie steht im Urkundenformular in der Regel nach der Datierung, kann aber auch vor dieser stehen. Besonders gebräuchlich war sie in Herrscherurkunden von der Zeit der Westgoten bis ins 14. Jahrhundert.